# Böyük Bəhmənli
Böyük Bəhmənli è un comune dell'Azerbaigian situato nel distretto di Füzuli. Conta una popolazione di 6 171 abitanti.